# Lameck Banda
Lameck Banda (ur. 29 stycznia 2001 w Lusace) – zambijski piłkarz grający na pozycji prawoskrzydłowego. Od 2022 jest zawodnikiem klubu US Lecce.

## Kariera klubowa
Swoją karierę piłkarską Banda rozpoczął w klubie ZESCO United. W sezonie 2018 zadebiutował w jego barwach w pierwszej lidze zambijskiej. W debiutanckim sezonie wywalczył z nim mistrzostwo Zambii. W 2019 roku występował w klubie Buildcon FC.
W lipcu 2019 Banda przeszedł do rosyjskiego Arsienału Tuła. Swój debiut w nim zaliczył 12 lipca 2019 w zremisowanym 1:1 domowym meczu z Dinamem Moskwa.
We wrześniu 2020 Banda został wypożyczony do izraelskiego Maccabi Netanja. Swój debiut w nim zanotował 14 września 2020 w zwycięskim 7:0 domowym spotkaniu z Bene Sachnin. Zawodnikiem Maccabi był przez rok.
W sierpniu 2021 Banda przeszedł na zasadzie wypożyczenia do Maccabi Petach Tikwa. Zadebiutował w nim 28 sierpnia 2021 w zremisowanym 1:1 domowym meczu z Hapoelem Ironi Kirjat Szemona. W Maccabi grał przez sezon.
W sierpniu 2022 Banda trafił na zasadzie wolnego transferu do US Lecce. Swój debiut w nim zaliczył 13 sierpnia 2022 w przegranym 1:2 domowym meczu z Interem Mediolan.
| Sezon   | Klub                 | Kraj   | Rozgrywki      | Mecze | Bramki |
| ------- | -------------------- | ------ | -------------- | ----- | ------ |
| 2018    | ZESCO United         | Zambia | Premier League | ?     | ?      |
| 2019    | Buildcon FC          | Zambia | Premier League | ?     | ?      |
| 2019/20 | Arsienał Tuła        | Rosja  | Priemjer-Liga  | 9     | 0      |
| 2020/21 | Arsienał Tuła        | Rosja  | Priemjer-Liga  | 2     | 0      |
| 2020/21 | Maccabi Netanja      | Izrael | Ligat ha’Al    | 24    | 2      |
| 2021/22 | Maccabi Petach Tikwa | Izrael | Ligat ha’Al    | 33    | 8      |
| 2022/23 | US Lecce             | Włochy | Serie A        | 36    | 2      |

## Kariera reprezentacyjna
W reprezentacji Zambii Banda zadebiutował 25 marca 2022 w wygranym 3:1 towarzyskim meczu z Kongiem, rozegranym w Aksu. W 2024 roku powołano go do kadry na Puchar Narodów Afryki 2023. Rozegrał w nim trzy mecze grupowe: z Demokratyczną Republiką Konga (1:1), z Tanzanią (1:1) i z Marokiem (0:1).